# Чоботи

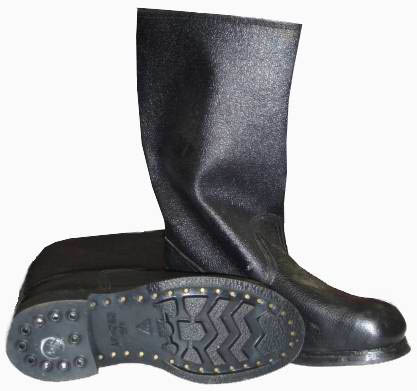
Кирзові чоботи

Чо́боти — взуття, зазвичай з високими халявами. Слово чобіт (д.-рус. чеботъ, чоботъ) вважається запозиченням з тюркських мов (пор. тат. чабата, каз. шабата — «личак»), менш ймовірне утворення від бот («черевик») за допомогою приставки че-. Майстрів, що виготовляли чоботи, називали чоботарями (шевцями).

## Історія

### В Україні
У руських літописах X ст. чоботи протиставляються личакам як знак приналежності до аристократії, носили їх тоді тільки князі та старейшини. У «Повісті временних літ» повідомляється, що Добриня сказав князеві Володимиру: «Глянув на колодників, вони всі в чоботях. Ці дані нам не платитимуть, ходімо шукати лапотників» (староцерк.-слов. Съглядахъ колодникъ, и суть вси в сапозѣхъ. Симъ дани намъ не платити, поидевѣ искать лапотникъ). Давньоруські чоботи шили із сап'яну і шкіри, з гострими, загнутими догори носками (як видно на малюнку в «Ізборнику Святослава»), різних кольорів: зеленого, жовтого, чорного та ін.
В Україні у XIX ст. були поширені такі види чобіт, як сап'янці (зроблені з сап'яну), червониці, пасові (суцільні з невідрізним передом), витяжні (з передком і халявою, зробленими із суцільного шматка шкіри), із закотом (з відігнутим назовні краєм халяв). Ознакою якісної виробки вважалося, коли взуття рипіло під час ходьби: існував навіть вираз «чоботи на рипу» («на рипах»).
У Московській державі з XV ст. чоботи стали прикрашати золотими і срібними нашивками, галунами і візерунками, унизувати перлами і коштовним камінням, а замість шкіри і сап'яну вживати оксамит і атлас. Підошви чобіт підбивали залізними і срібними цвяшками, а високі підбори, що вважалися ошатнішими, — такими само дужками. Халяви то зрізували наперед кутом догори, то робили круглими; носили їх або спущеними до півлиток, або піднятими, іноді підв'язаними під коліном, а іноді стягнутими ще й під литками.
У середовищі робітничого класу Російської імперії були популярними так звані «російські» (рос. русские) чоботи. Коли колишній селянин облаштовувався в місті, ставав майстром або кваліфікованим робітником, він замовляв собі їх; кращими вважалися чоботи «на рипу». Щоб забезпечити гарантований «рип», чоботарі навіть вдавалися до таких прийомів, як закладання бересту між устілкою й підошвою (повідомляється, що в Одесі для цієї мети використовували пісок).
Серед російських ремісників і міщан поширення набули чоботи-«гармошки» — з рівними складками на халявах. Наприкінці XIX ст. з'явилися і чоботи «пляшками» (рос. сапоги бутылками) — з сильно опуклими лакованими халявами, їхню появу пов'язують з імператором Олександром III, який начебто почав їх носити одним з перших. Уподобали такі чоботи багаті селяни, купці, а також представники патріотично настроєної інтелігенції.
Чоботи, що закривають коліна, отримали назву ботфортів і були популярні в епоху бароко. У Радянській Армії солдати носили кирзові чоботи.

## Сучасність
Сьогодні чоботи є, елементом як чоловічого так і жіночого взуття.

## Елементи чобота
У чоботі виділяють такі елементи: передок (головки, головка) — передня частина з миском, задник (закаблук) — задня частина. Разом передок і задник називаються пришви, пришва. Знизу до пришов кріпиться підошва з підбором (каблуком) і набійками. Зверху до пришов пришивається халява.

## Види чобіт
- Ботфорти
- Гумові чоботи
- Сап'янці
- Чоботи до колін
- Чоботи ґоу-ґоу
- Чоботи-панчохи

## Інше
- В епоху інквізиції «іспанськими чоботами» називали знаряддя тортур.
- Чобіт нерідко використовували замість міха для роздмухування полум'я в самоварі, хоча промисловістю для цієї мети випускалися і спеціальні міхи[15].

## Прислів'я, мовні звороти
- Пан у чоботях ходить, а босі сліди знати
- Чобіт дірявий, та в ньому козак бравий
- Не дай, Боже, з кози кожуха, а з свині чобіт
- Не поклоняйся постолу, коли можна вклонитися чоботу
- Чоботи каші просять (чоботи роти пороззявляли) — чоботи продірявилися, зносилися
- Два чоботи — пара — один одного варт
- Дурний, як чобіт — дуже темна, забита, неосвічена людина
- Під чоботом чиїм бути (жити, стогнати) — бути в цілковитій залежності